# إدوارد س. ديكنسون
إدوارد س. ديكنسون (بالإنجليزية: Edward C. Dickinson)‏ هو عالم طيور بريطاني، ولد في 6 مارس 1938 في أبرشية باجيت ‏ في المملكة المتحدة.